# Gangan Football Club
Gangan Football Club  é um clube de futebol de Kindia, Guiné. 

## História
O clube foi fundado em 1963 como Sily Club de Kindia. A equipe foi renomeada como Gangan Football Club em 2005.
Foi o primeiro clube dà  Guiné à jogar a Copa Africana dos Campeões da CAFem 1964 na primeira edição do torneio.